# NGC 2301
NGC 2301是一个位于麒麟座的疏散星团 ，1786年由威廉·赫歇爾使用7x50 双筒望远镜发现。NGC 2301位于阙丘增三西北约5°，阙丘一东南约2°处。星团内最亮的恒星是橙色的G8次巨星，视星等为8.0，最亮的主序星是一颗B9星，视星等9.1。